# Aconitum zigzag
Aconitum zigzag är en ranunkelväxtart. Aconitum zigzag ingår i släktet stormhattar, och familjen ranunkelväxter.

## Underarter
Arten delas in i följande underarter:
- A. z. kishidae
- A. z. komatsui
- A. z. ryohakuense
- A. z. zigzag